# ルーツ (ジョニー・ウィンターのアルバム)
『ルーツ』（Roots）は、アメリカ合衆国のブルース・ミュージシャン、ジョニー・ウィンターが2011年に発表したアルバム。公式なスタジオ録音盤としては7年振りの作品である。ウィンターは2010年9月にメガフォース・レコードと契約しており、本作は移籍第1弾アルバムとして発表された。

## 解説
レコーディング及びミキシングはスタンフォードのキャリッジ・ハウス・スタジオで行われ、曲ごとにフィーチャリング・ゲストを迎えてレコーディングされた。ウィンターによれば、2011年4月に日本公演を行った時点で自分のパートの録音を終えており、ゲスト・ミュージシャンの録音が残っている段階だったという。収録曲は全曲ともカヴァーで、ウィンターは「どの曲も私が影響を受けたものばかり」とコメントしている。
母国アメリカでは、『シリアス・ビジネス』（1985年）以来26年振りにBillboard 200入りを果たして163位に達し、『ビルボード』のブルース・アルバム・チャートでは4位、インディペンデント・アルバム・チャートでは32位、ロック・アルバム・チャートでは46位に達した。

## 収録曲
1. T・ボーン・シャッフル - "T-Bone Shuffle" - 4:52
  - Featuring:サニー・ランドレス（スライドギター）
2. ファーザー・オン・アップ・ザ・ロード - "Further on Up the Road" - 4:18
  - Featuring:ジミー・ヴィヴィーノ（ギター）
3. ダン・サムバディ・ロング - "Done Somebody Wrong" - 4:46
  - Featuring:ウォーレン・ヘインズ（スライドギター）
4. ガット・マイ・モージョ・ワーキング - "Got My Mojo Workin'" - 5:09
5. ラスト・ナイト - "Last Night" - 5:46
  - Featuring:ジョン・ポッパー（ハーモニカ）
6. メイベリーン - "Maybellene" - 2:49
  - Featuring:ヴィンス・ギル（ギター）
7. ブライト・ライツ、ビッグ・シティ - "Bright Lights, Big City " - 4:26
  - Featuring:スーザン・テデスキ（リードギター、ボーカル）
8. ホンキー・トンク - "Honky Tonk" - 3:44
  - Featuring:エドガー・ウィンター（サックス）
9. ダスト・マイ・ブルーム - "Dust My Broom" - 6:02
  - Featuring:デレク・トラックス（スライドギター）
10. ショート・ファット・ファニー - "Short Fat Fannie" - 4:06
  - Featuring:ポール・ネルソン（ギター）
11. カム・バック・ベイビー - "Come Back Baby" - 6:30
  - Featuring:ジョン・メデスキ（オルガン）

### 日本盤ボーナス・トラック
1. クロスロード (LIVE IN PARIS 1983) - "Crossroads" - 5:54
2. 追憶のハイウェイ61 (LIVE IN PARIS 1983) - "Highway 61 Revisited" - 9:19

## 参加ミュージシャン
フィーチャリング・ゲストに関しては上記「収録曲」参照。
- ジョニー・ウィンター - ボーカル、ギター、スライドギター
- ポール・ネルソン - ギター・ソロ(#10)、リズムギター
- スコット・スプレイ - ベース、ハンド・クラップ
- ヴィト・リウッツィ - ドラムス、ハンド・クラップ
- マイク・ディメオ - オルガン(#1, #3, #8)、ピアノ(#2, #3, #6, #11)、ウーリッツァー・ピアノ(#7)
- フランク・ラトーレ - ハーモニカ(#4)
- Johnny Montagnese - ハンド・クラップ(#8)
- ジョー・メオ - サックス(#10, #11)
- ドン・ハリス - トランペット(#11)